# 长舌马先蒿
长舌马先蒿（学名：Pedicularis dolichoglossa）是列当科马先蒿属的植物，为中国的特有植物。分布于中国大陆的云南等地，生长于海拔4,200米的地区，目前尚未由人工引种栽培。